# ブリガデイロ
ブリガデイロ（ポルトガル語: brigadeiro、ポルトガル語で准将（但し、ブラジル空軍では少将）を意味する。ブラジル南部の一部地域ではネグリーニョ - negrinhoとも呼ばれることがある）はブラジルのボンボン・ショコラである。
ブリガデイロは1940年代頃に創作された菓子であり、菓子名はエドゥアルド・ゴメス空軍少将の頭部の形がトリュフチョコレートを連想させたことにあやかって名付けられている。ブリガデイロはブラジルやポルトガルでは非常に人気のある菓子であり、通常誕生日パーティーで供されるほか、デザートとしても一般的に食されている。
ブリガデイロは甘いコンデンスミルクとココアパウダーを混ぜ込んで作る。混ぜ込んだ後、滑らかでいて粘りのある食感になるまで、コンロの上においた鍋で加熱する。加熱した後少し冷まし、バターを塗った手で球状に丸め、上部からチョコスプレーをまぶして完成させる。これは休日もしくは特別な行事の際に作る方法であり、ブリガデイロには他に丸めずにスプーンで掬って食べる場合や、ケーキ、ブラウニーなど他の菓子の上にトッピングとして使用する場合もある。
ベイジーニョはパーティーにおいてブリガデイロとともに提供されることの多いブリガデイロに似た菓子であり、チョコレートパウダーの代わりに砕いたココナッツをまぶして作る。